# Protocolo de internet
El protocolo de internet (en inglés: Internet Protocol; cuya sigla es IP) es un protocolo de comunicación de datos digitales clasificado funcionalmente en la capa de red según el modelo internacional OSI.
Su función principal es el uso bidireccional en origen o destino de comunicación para transmitir datos mediante un protocolo no orientado a la conexión que transfiere paquetes conmutados a través de distintas redes físicas previamente enlazadas según la  norma OSI de enlace de datos.

## Descripción funcional
El diseño del protocolo IP se realizó presuponiendo que la entrega de los paquetes de datos sería no confiable. Por ello, IP tratará de realizarla del mejor modo posible, mediante técnicas de enrutamiento, sin garantías de alcanzar el destino final pero tratando de buscar la mejor ruta entre las conocidas por la máquina que esté usando IP.
Los datos en una red basada en IP son enviados en bloques conocidos como paquetes o datagramas (en el protocolo IP estos términos se suelen usar indistintamente). En particular, en IP no se necesita ningún intercambio de información de control previa a la carga útil (datos), como sí que ocurre, por ejemplo, con TCP.
IP provee un servicio de datagramas no fiable (también llamado del "mejor esfuerzo": lo hará lo mejor posible, pero garantizando poco). IP no provee ningún mecanismo para determinar si un paquete alcanza o no su destino y únicamente proporciona seguridad (mediante checksums o sumas de comprobación) de sus cabeceras y no de los datos transmitidos. Por ejemplo, al no garantizar nada sobre la recepción del paquete, este podría llegar dañado, en otro orden con respecto a otros paquetes, duplicado o simplemente no llegar. Si se necesita fiabilidad, esta es proporcionada por los protocolos de la capa de transporte, como TCP. Las cabeceras IP contienen las direcciones de las máquinas de origen y destino (direcciones IP), direcciones que serán usadas por los enrutadores (routers) para decidir el tramo de red por el que reenviarán los paquetes.
El IP es el elemento común en el Internet de hoy. El actual y más popular protocolo de red es IPv4. IPv6 es el sucesor propuesto de IPv4; poco a poco Internet está agotando las direcciones disponibles por lo que IPv6 utiliza direcciones de fuente y destino de 128 bits, muchas más direcciones que las que provee IPv4 con 32 bits. Las versiones de la 0 a la 3 están reservadas o no fueron usadas. La versión 5 fue usada para un protocolo experimental. Otros números han sido asignados, usualmente para protocolos experimentales, pero no han sido muy extendidos.
Si la información a transmitir ("datagramas") supera el tamaño máximo "negociado" (MTU) en el tramo de red por el que va a circular podrá ser dividida en paquetes más pequeños, y reensamblada luego cuando sea necesario. Estos fragmentos podrán ir cada uno por un camino diferente dependiendo de como estén de congestionadas las rutas en cada momento.

## Direccionamiento IP y enrutamiento
Quizás los aspectos más complejos de IP son el direccionamiento y el enrutamiento. El direccionamiento se refiere a la forma como se asigna una dirección IP y cómo se dividen y se agrupan subredes de equipos. 
El enrutamiento consiste en encontrar un camino que conecte una red con otra y, aunque es llevado a cabo por todos los equipos, es realizado principalmente por routers, que no son más que computadoras especializadas en recibir y enviar paquetes por diferentes interfaces de red, así como proporcionar opciones de seguridad, redundancia de caminos y eficiencia en la utilización de los recursos.

### Dirección IP
Una dirección IP es un número que identifica de manera lógica y jerárquicamente a una interfaz de un dispositivo (habitualmente una computadora) dentro de una red que utilice el protocolo de Internet (Internet Protocol), que corresponde al nivel de red o nivel 3 del modelo de referencia OSI. Por ejemplo, si un equipo dispone de una tarjeta de red Ethernet y otra WiFi, tendrá una dirección IP asignada a cada una si las está usando. Dicho número no se ha de confundir con la dirección MAC que es un número físico que es asignado a la tarjeta o dispositivo de red (viene impuesta por el fabricante y no varía en toda su vida útil), mientras que la dirección IP puede cambiarse, por ejemplo, cambiando la red a la cual está conectado el equipo.
El usuario al conectarse desde su hogar a Internet utiliza una dirección IP. Esta dirección puede cambiar al reconectar. A la posibilidad de cambio de dirección de la IP se denomina dirección IP dinámica. Existe un protocolo para asignar direcciones IP dinámicas llamado DHCP (Dynamic Host Configuration Protocol).
Los sitios de Internet que por su naturaleza necesitan estar permanentemente conectados, generalmente tienen una dirección IP fija (IP fija o IP estática); es decir, no cambia con el tiempo. Los servidores de correo, dns, ftp públicos, servidores web, conviene que tengan una dirección IP fija o estática, ya que de esta forma se facilita su ubicación. 
Las máquinas manipulan y jerarquizan la información de forma numérica, y son altamente eficientes para hacerlo y ubicar direcciones IP. Sin embargo, los seres humanos debemos utilizar otra notación más fácil de recordar y utilizar, por ello las direcciones IP pueden utilizar un sinónimo, llamado nombre de dominio (Domain Name), para convertir los nombres de dominio en direcciones IP, se utiliza la resolución de nombres de dominio DNS.

### Enrutamiento
En comunicaciones, el encaminamiento (a veces conocido por el anglicismo ruteo o enrutamiento) es el mecanismo por el que, en una red, los paquetes de información se hacen llegar desde su origen a su destino final, siguiendo un camino o ruta a través de la red. En una red grande o en un conjunto de redes interconectadas el camino a seguir hasta llegar al destino final puede suponer transitar por muchos nodos intermedios. 
Asociado al encaminamiento existe el concepto de métrica, que es una medida de lo "bueno" que es usar un camino determinado. La métrica puede estar asociada a distintas magnitudes: distancia, coste, retardo de transmisión, número de saltos, etc., o incluso a una combinación de varias magnitudes. Si la métrica es el retardo, es mejor un camino cuyo retardo total sea menor que el de otro. Lo ideal en una red es conseguir el encaminamiento óptimo: tener caminos de distancia (o coste, o retardo, o la magnitud que sea, según la métrica) mínimos. Típicamente el encaminamiento es una función implantada en la capa 3 (capa de red) del modelo de referencia OSI.